# ميخائيل فورمان
ميخائيل فورمان (بالإنجليزية: Michael Foreman) هو كاتب ومؤلف ورسام توضيحي وكاتب للأطفال بريطاني، ولد في 21 مارس 1938 في Pakefield ‏ في المملكة المتحدة.

## وصلات خارجية
- ميخائيل فورمان على موقع IMDb (الإنجليزية)